# Virgosuperhopen

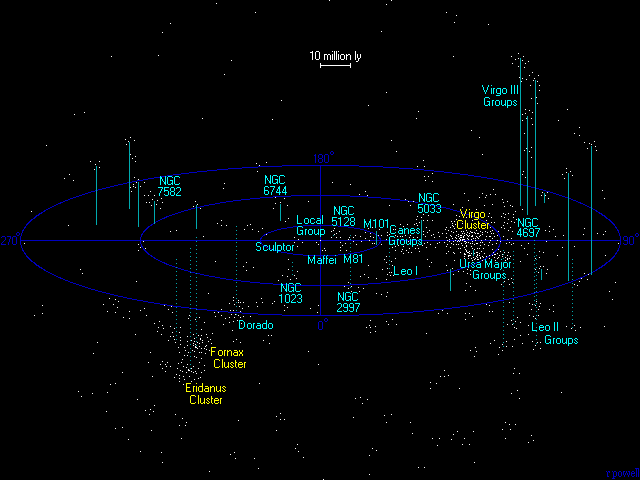
Virgosuperhopen

Virgosuperhopen, eller Lokala superhopen, är den superhop där Vintergatans galaxhop, Lokala galaxhopen, ingår. Den domineras av Virgohopen nära dess centrum, vilken också därför gett upphov till Virgosuperhopens namn.
Virgosuperhopen har formen av en utplattad skiva med en diameter på cirka 100–200 miljoner ljusår som går genom Ursa Major-hopen i stjärnbilden Stora björnen och med de ingående galaxhoparna och galaxerna starkt koncentrerade kring Virgohopen i stjärnbilden Jungfrun. Galaxhoparnas medelavstånd till centrum är cirka 70 miljoner ljusår. Den lokala galaxhop där Vintergatan ingår ligger på ungefär detta avstånd i ena kanten av superhopen.
Den totala massan av superhopen är i storleksordningen 1015 gånger solens massa och den innehåller ungefär 100 galaxhopar med totalt cirka 10 000 galaxer.
En gravitationell oregelbundenhet kallad Stora attraktorn, mot vilken Vintergatan och dess galaxhop rör sig, ligger inom Virgosuperhopen.

### Fotnoter
1. ↑  Kjell Olauson (29 december 2014). ”Astronomisk årskrönika 2014”. Örebro astronomi. http://www.orebroastronomi.se/2014/12/29/770/. Läst 2 september 2015.